# گلوخوفسکی ۲۵۸۰۰
سیارک ۲۵۸۰۰ (به انگلیسی: 25800 Glukhovsky، نامگذاری:2000CG83) بیست و پنج هزار و هشتصدمین سیارک کشف شده‌است که در ۴ فوریه ۲۰۰۰ کشف شد.
قدر مطلق سیارک برابر ۳۰.۹ است.